# Gogolin (powiat bydgoski)
Gogolin – (niem. Golendorf) wieś w Polsce położona w województwie kujawsko-pomorskim, w powiecie bydgoskim, w gminie Koronowo.

## Podział administracyjny
| SIMC    | Nazwa           | Rodzaj    |
| ------- | --------------- | --------- |
| 1027900 | Gogoliński Młyn | część wsi |

W latach 1975–1998 miejscowość należała administracyjnie do województwa bydgoskiego.

## Demografia
Według danych Urzędu Gminy Koronowo (XII 2015 r.) miejscowość liczyła 227 mieszkańców.